# Droga wojewódzka nr 984
Droga wojewódzka nr 984 (DW984) – droga wojewódzka w województwach podkarpackim i małopolskim o długości 43 km łącząca Tarnów i Mielec.
DW984 przebiega m.in. przez Lisią Górę oraz Radomyśl Wielki.

## Historia
Uchwałą Rady Ministrów nr 192 z dnia 2 grudnia 1985 roku w dniu 14 lutego 1986 roku droga została zaliczona do kategorii dróg krajowych o numerze 984. 1 stycznia 1999 roku droga zgodnie z rozporządzeniem Rady Ministrów z dnia 15 grudnia 1998 r. w sprawie ustalenia wykazu dróg krajowych i wojewódzkich została zaliczona do kategorii dróg wojewódzkich. 26 lipca 2017 roku Podkarpacki Zarząd Dróg Wojewódzkich podpisał umowę ze spółką Miejskie Przedsiębiorstwo Dróg i Mostów Sp. z o.o. w Rzeszowie na projekt i budowę w ciągu drogi wojewódzkiej nr 984 obwodnicy Radomyśla Wielkiego. Prace budowlane przy budowie obwodnicy rozpoczęły się 14 listopada 2019 roku. 1 grudnia 2020 roku obwodnica Radomyśla Wielkiego została oddana do użytku. 14 grudnia 2020 roku Podkarpacki Zarząd Dróg Wojewódzkich i Przedsiębiorstwa Robót Drogowych z Mielca podpisało umowę na budowę nowego 7 km odcinka drogi wojewódzkiej nr 984 z Rzędzianowic do Piątkowca, który 21 grudnia 2022 roku został oddany do użytku.